# Jerry Fielding
Joshua Itzhak Feldman (Pittsburgh, Pensilvânia, 17 de Junho de 1922 - Toronto, Canadá, 17 de Fevereiro de 1980) era o verdadeiro nome de Jerry Fielding, compositor norte-americano.